# Біжбуляцька сільська рада
Біжбуля́цька сільська рада (рос. Бижбулякский сельский совет) — муніципальне утворення у складі Біжбуляцького району Башкортостану, Росія. Адміністративний центр — село Біжбуляк.
Станом на 2002 рік існувало 2 сільські ради: Біжбуляцька з центром у селі та єдиному населеному пункті Біжбуляк та Тельманівська з центром у присілку Алексієвка.

## Населення
Населення — 7497 осіб (2019, 8113 в 2010, 8213 в 2002).

## Склад
До складу поселення входять такі населені пункти:
| Населений пункт         | Населення, осіб (2002) | Населення, осіб (2010) |
| ----------------------- | ---------------------- | ---------------------- |
| Алексієвка, присілок    | 274                    | 303                    |
| Барш, присілок          | 120                    | 119                    |
| Біжбуляк, село          | 6373                   | 6446                   |
| Верхня Курмаза, село    | 71                     | 53                     |
| Єлбулак-Матвієвка, село | 435                    | 371                    |
| Ібрайкіно, присілок     | 33                     | 20                     |
| Івановка, присілок      | 70                     | 60                     |
| Калиновка, присілок     | 151                    | 109                    |
| Кандри-Куль, присілок   | 130                    | 131                    |
| Лассірма, присілок      | 26                     | 17                     |
| Пчольник, присілок      | 56                     | 56                     |
| Седякбаш, присілок      | 474                    | 428                    |